# Jaromír Turnovský
Jaromír Turnovský (30. srpna 1912 – datum úmrtí není známo?) byl československý rychlobruslař.
Ve 30. letech 20. století patřil k nejvýznamnějším československým rychlobruslařům, dvakrát se stal mistrem republiky (1932 a 1933) a také v dalších letech se umisťoval na předních příčkách národních šampionátů. Roku 1933 zvítězil na Slovanských zimních hrách ve Vítkovicích. S Oldřichem Hančem se coby první českoslovenští/čeští rychlobruslaři zúčastnili zimních olympijských her. Startovali na ZOH 1936, Turnovský byl na půlkilometrové distanci třicátý, na trati 1500 m skončil na 31. místě a na dráze 5000 m dobruslil do cíle na 32. příčce. Poslední závody absolvoval v roce 1940, kdy se zúčastnil českého a česko-moravského šampionátu a stal se mistrem Čech a Moravy.